# Paukenerguss
Der Paukenerguss oder Seromukotympanon (englisch secretory otitis media oder serous otitis media) ist eine Ansammlung von Flüssigkeit im Tympanon – dem Teil des Mittelohrs, in dem das Trommelfell (lat.-anat. Membrana tympani) liegt.

Die Konsistenz eines solchen Ergusses, hier: Sekret, reicht dabei von serös (= dünnflüssig-wässrig; Serotympanon) über mukös (= zähflüssig-schleimig; Mukotympanon) bis hin zu leimartig (sogenanntes glue ear, etwa: ‚verklebtes Ohr‘). Der zeitliche Verlauf kann von akut – insbesondere im Rahmen eines grippalen Infekts oder nach erheblichen Druckschwankungen (Tubenkatarrh, Barotrauma) –, bei dauerhafter Funktionsstörung der Eustachi-Röhre bis hin zu chronisch (z. B. durch Gewebewachstum im Nasenrachen oder in der Nasenhöhle) variieren.

## Ursachen
- Adenoide – die häufigste Ursache bei Kindern
- Rhinitis
- Sinusitis
- Nasenpolyp
- Down-Syndrom, Lippen-Kiefer-Gaumenspalte
- chronische obstruktive Tubenventilationsstörung
- Raumforderung im Nasenrachen wie Nasopharynxkarzinom
- Stoffwechselerkrankung mit Sekretionsstörungen der Mittelohrschleimhaut (selten)

## Entstehung
Durch einen Mittelohrkatarrh und die dadurch entstehende Funktionsstörung der Eustachi-Röhre bildet sich ein dünnflüssiges (seröses) Sekret, wodurch der Druckausgleich im Mittelohr behindert wird. Die Schleimhaut im Mittelohr resorbiert einen Teil des Sekrets; es baut sich bei intaktem Trommelfell ein Unterdruck auf. Dieser ist an der Retraktion des Trommelfells erkennbar. Beim Übergang in eine chronische Verlaufsform wird das Sekret schleimig (mukös), da sich die Schleimhaut durch den chronischen Unterdruck in ein Zylinderepithel mit Becherzellen umwandelt, die Schleim produzieren. Entzündliche Episoden können zu Einfärbungen des Sekrets (z. B. Eiter, Einblutungen) führen. Schließlich kann sich ein Überdruck im Mittelohr aufbauen.

## Symptome
Die Symptome treten in der Regel bei einem Infekt auf und bleiben dann bestehen.
- Hörminderung (Schallleitungsschwerhörigkeit) und eine daraus resultierende Sprachverzögerung bei Kindern
- Druckgefühl und Völlegefühl im Ohr

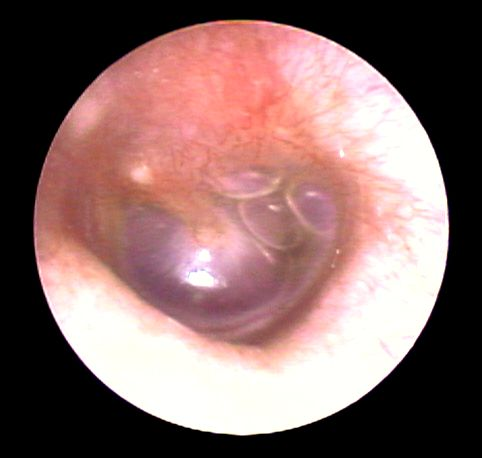
Paukenerguss mit Luftblasen, linkes Ohr

- Schmerzen und Schwindel

## Untersuchung
- HNO-Ärzte werden sich zunächst mit der Otoskopie ein Bild über den Zustand des Mittelohrs machen. Anhand der Wölbung des Trommelfells ist eine erste Aussage über die Druckverhältnisse möglich. Flüssigkeitsansammlungen hinter dem Trommelfell sind gut sichtbar. Bei blutigem Sekret erscheint die Flüssigkeit bläulich schimmernd („Blue Drum“).
- Durch eine Trommelfellbeweglichkeitsmessung (Tympanometrie) lassen sich die Druckverhältnisse im Mittelohr bestimmen und die Flüssigkeitsansammlungen hinter dem Trommelfell besser einschätzen. Ist die Paukenhöhle vollständig gefüllt, kann das Trommelfell kaum noch schwingen (sehr große Dämpfung). Bei perforiertem Trommelfell ist diese Untersuchung nicht ausführbar.
- Ein Hörtest zeigt das Vorliegen einer Schallleitungsschwerhörigkeit.
- Durch Spiegelung des Nasenrachens können ggf. vergrößerte Rachenmandeln gefunden werden.

## Therapie
Ein akuter Tubenkatarrh heilt in der Regel in zwei bis drei Wochen aus. Das chronische Seromukotympanon kann monate- oder jahrelang bestehen.
Die Behandlung richtet sich nach der Ursache des Paukenergusses:
- Verbesserung bzw. Wiederherstellung der Belüftung: Anwendung abschwellender Nasentropfen (nicht als Langzeittherapie geeignet)
- Tubensprengung mittels Politzerball
- Physiotherapie: Inhalationstherapie, Dampfbäder, Wärmebehandlung, Nasenspülungen
- Einnahme von Medikamenten zur Sekretverflüssigung, z. B. Enzymtherapie mit Bromelain, Papain
- Eine bakterielle Infektion wird antibiotisch behandelt
- Bei Bedarf Gabe von Schmerzmitteln
- Operative Entfernung der vergrößerten Rachenmandel: Adenotomie (oft fälschlicherweise als Polypenentfernung bezeichnet)
- Einschnitt ins Trommelfell (Parazentese) und Absaugen des Sekretes
- Einsetzen eines Paukenröhrchens in das Trommelfell bei chronischer Belüftungsstörung
- endoskopische Ballonkatheterisierung des nasopharyngealen Tubenostium

## Komplikationen
- Verzögerte Sprachentwicklung bei Kindern (aufgrund lang anhaltender Schwerhörigkeit)
- Vernarbungen oder Verkalkungen der Mittelohrschleimhaut
- Verklebungen oder Destruktion der Gehörknöchelchen
- Übergreifen der Entzündung auf benachbarte Strukturen, z. B. Labyrinthitis (Innenohrentzündung), Meningitis (Hirnhautentzündung), Mastoiditis (Entzündung im Warzenfortsatz)
- Bildung von atrophischen Retraktionstaschen des Trommelfells mit der Gefahr eines sich später entwickelnden Cholesteatoms